# Apanteles anamartinezae
Apanteles anamartinezae (лат.) — вид мелких наездников рода Apanteles из подсемейства Microgastrinae семейства бракониды (Braconidae). Обнаружены в Центральной Америке: Коста-Рика (Alajuela).

## Описание
Мелкого размера перепончатокрылые насекомые: длина тела от 2,1 до 2,6 мм, длина переднего крыла около 2,5 мм. Основная окраска тёмно-коричневая. Коготки лапок с одной базальной шиповидной сетой. Соотношение длины и ширины птеростигмы: 3,1-3,5. Паразитируют на молевидных бабочках из семейства Моли горностаевые (Yponomeutidae, Attevindae), Atteva aurea, Atteva pustulella, Atteva zebra.
Вид был впервые описан в 2014 году канадским энтомологом Хосе Фернандес-Триана (Jose L. Fernández-Triana; Department of Integrative Biology and the Biodiversity Institute of Ontario, Университет Гелфа, Гелф, Онтарио, Канада) и назван в честь Аны Мартинес (Ana Martínez; ACG Programa de Contabilidad, Коста-Рика)
.